# 亞努斯·卡明斯基
亞努斯·席蒙特·卡明斯基（1959年7月27日—）是一名知名的波蘭电影攝影師，经常与著名导演史蒂芬·斯皮尔伯格合作。曾經以《辛德勒的名單》和《搶救雷恩大兵》榮獲兩次奧斯卡最佳攝影獎。
卡明斯基出生於波蘭下西里西亞省席拜斯，21歲時由於波蘭戒嚴移民至美國。1982年進入芝加哥哥倫比亞学院(Columbia College Chicago)就讀，在學校內開始學習電影製作的學識，1987年畢業拿到了藝術創作碩士學位，隨後進入美國電影學會學校 (AFI Conservatory)就讀。
1995年5月20日，卡明斯基與女演員荷莉·杭特結婚，2001年12月21日離婚。2004年2月16日，卡明斯基與ABC記者蕾貝卡·藍金結婚。

## 作品
- 《法貝爾曼》 (2022)
- 《西城故事》 (2020)
- 《一級玩家》 (2018)
- 《郵報：密戰》 (2017)
- 《吹夢巨人》 (2016)
- 《間諜橋》 (2015)
- 《大法官》 (2014)
- Spring Breakers (2013)
- 林肯 Lincoln (2012)
- 战马 (2011)
- How Do You Know (2010)
- Funny People (2009)
- 《印第安納瓊斯：水晶骷髏王國》 (2008)
- 《潛水鐘與蝴蝶》 (2007)
- 《慕尼黑》 (2005)
- 《世界大戰》 (2005)
- 《航站情緣》 (2004)
- 《關鍵報告》 (2002)
- 《神鬼交鋒》 (2002)
- 《A.I.人工智慧》 (2001)
- 《搶救雷恩大兵》 (1998)
- 《勇者無懼》 (1997)
- 《侏儸紀公園2：失落的世界》 (1997)
- 《征服情海》 (1996)
- 《編織戀愛夢》 (1995)
- 《神兵總動員》 (1995)
- 《小兵立大功》 (1994)
- 《辛德勒的名單》 (1993)
- 《小鬼闖天關》 (1993)
- 《火線任務》 (1992)
- 《溫馨三人行》 (1991)

## 外部連結
- 亞努斯·卡明斯基在互联网电影资料库（IMDb）上的資料（英文）